# Contrexéville
Contrexéville ist eine französische Stadt mit 2.932 Einwohnern (Stand 1. Januar 2022) im Département Vosges der Region Grand Est (bis 2015 Lothringen).
Contrexéville ist für seine Thermalquellen bekannt und auch durch das Mineralwasser, das unter der Marke Contrex vermarktet wird.

## Geographie

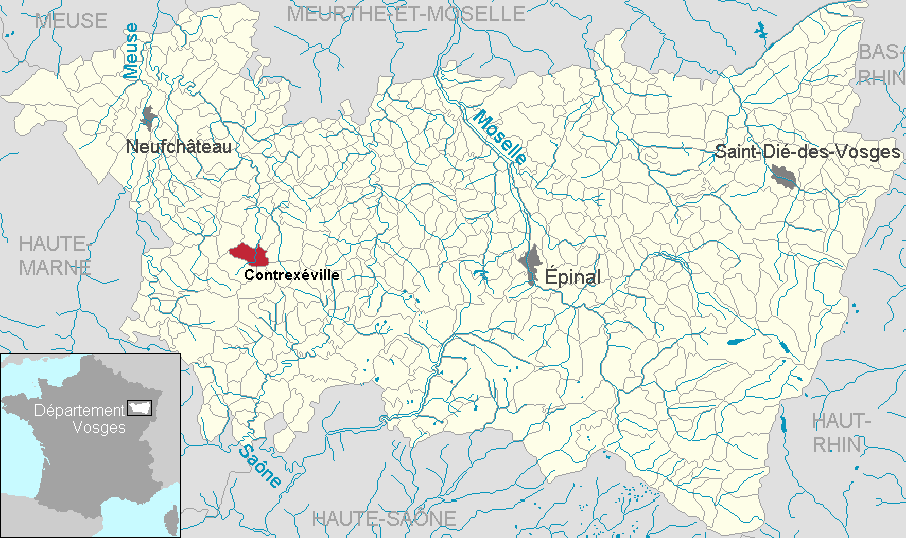
Lage von Contrexéville im Département Vosges

Contrexéville ist eine kleine Stadt im Nordosten Frankreichs. Sie liegt am Flüsschen Vair und ist benachbart zu Vittel, das gleichermaßen für seine Thermalquellen bekannt ist. 
Nachbargemeinden von Contrexéville sind Mandres-sur-Vair und Norroy im Norden, Vittel im Osten, Lignéville im Südosten, Dombrot-le-Sec im Süden, Suriauville im Südwesten sowie Bulgnéville im Westen.

## Geschichte
Contrexeville geht auf die römische Siedlung Contra Aquas Villa zurück, die Römer nutzten schon die Mineralquellen. Nach dem Einfall der Hunnen und Germanen geriet die Siedlung in Vergessenheit. Eine erste schriftliche Erwähnung des Ortes findet sich für das Jahr 1213 in der Form Gundrecivilla. Im Jahr 1402 ist daraus 
Gondrexevilla geworden. 1750 veröffentlichte der Leibarzt des lothringischen Herzogs Stanislaus I. Leszczyński eine Studie über die Wirkungen des Mineralwassers. 1774 ordnete der französische König Ludwig XV. an, eine erste Therme zu errichten. Contrexéville entwickelte sich zu einem bekannten Kurort. Um 1850 versammelten sich bereits zahlreiche Wassertrinker um die Quellen. Die offizielle Gründung einer Mineralwassergesellschaft im Jahr 1864 und die Anbindung an das Eisenbahnnetz 1881 beschleunigten den Aufstieg, der hochrangige Persönlichkeiten wie zum Beispiel der Schah von Persien anzog. Zur Abfüllung des Mineralwassers wurde 1908 die erste Abfüllanlage gebaut. Die ehemalige Gemeinde Outrancourt wurde 1965 in die Stadt eingemeindet.

### Wappen
Blasonierung: „Auf blauem Grund geteilt durch eine silberne Welle, darauf ein silbern bekrönter silberner Adler; unten auf grünem Berg ein goldenes Krummschwert schwingender Goldlöwe vor goldener Sonne.“
Das Wappen, das seit 1925 geführt wird. nimmt Bezug auf zwei Staatsoberhäupter, die für das Heilbad wichtig waren: Der Adler ist dem polnischen Wappen von Stanislaus I. Leszczyński entlehnt, der zeitweilig König von Polen, schließlich Herzog von Lothringen und Bar war und der an den Heilquellen von Contrexéville besonders interessiert war.
Die Darstellung des Löwen ist der alten persischen Flagge entnommen. Schah Mozaffar ed-Din besuchte den Ort 1900, 1902 und 1905 zu Kuraufenthalten.
Die silberne Welle zwischen den beiden Bildern symbolisiert die Bedeutung des Wassers für den Kurort.

### Bevölkerungsentwicklung
| Jahr      | 1962 | 1968 | 1975 | 1982 | 1990 | 1999 | 2011 | 2019 |
| Einwohner | 2155 | 3236 | 4076 | 4090 | 3945 | 3708 | 3337 | 3190 |

Quellen: cassini.ehess.fr; INSEE

## Sehenswürdigkeiten
- Kirche St-Epvre mit denkmalgeschütztem Turm aus dem 12. Jahrhundert

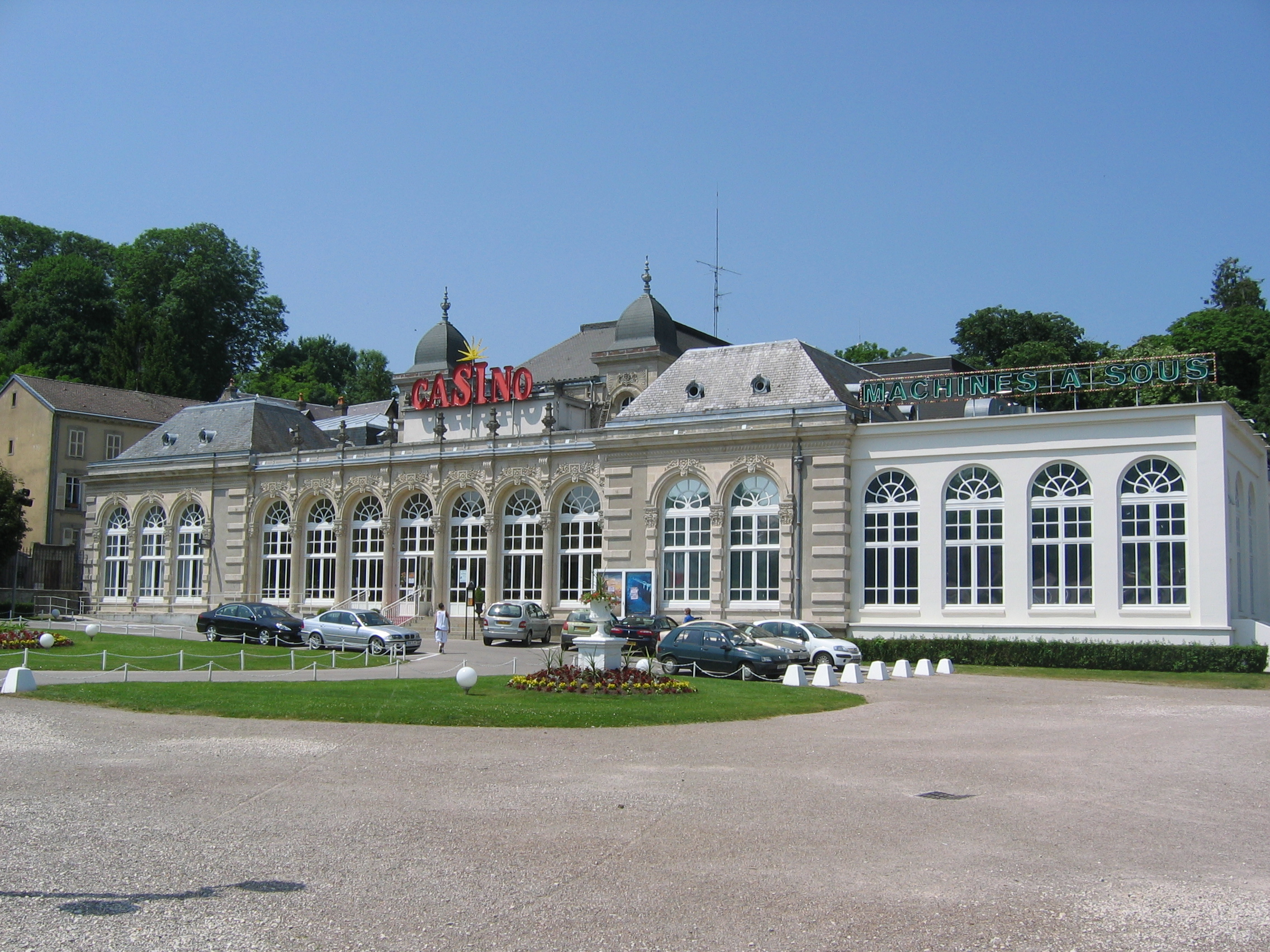
Casino
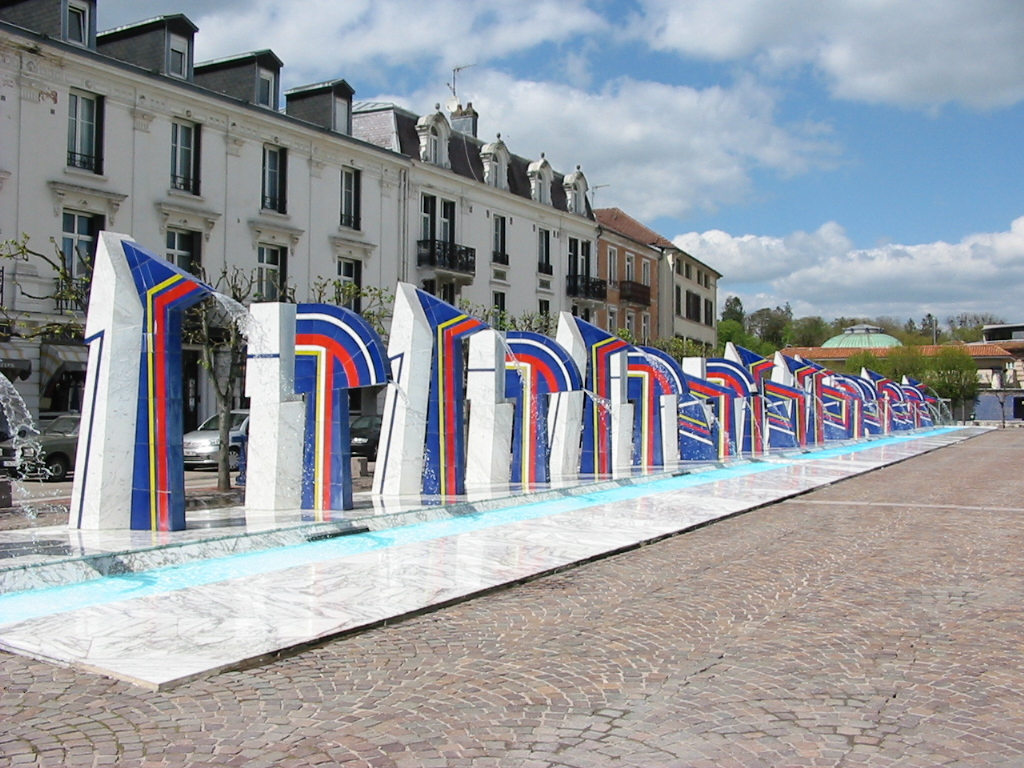
Brunnenplatz
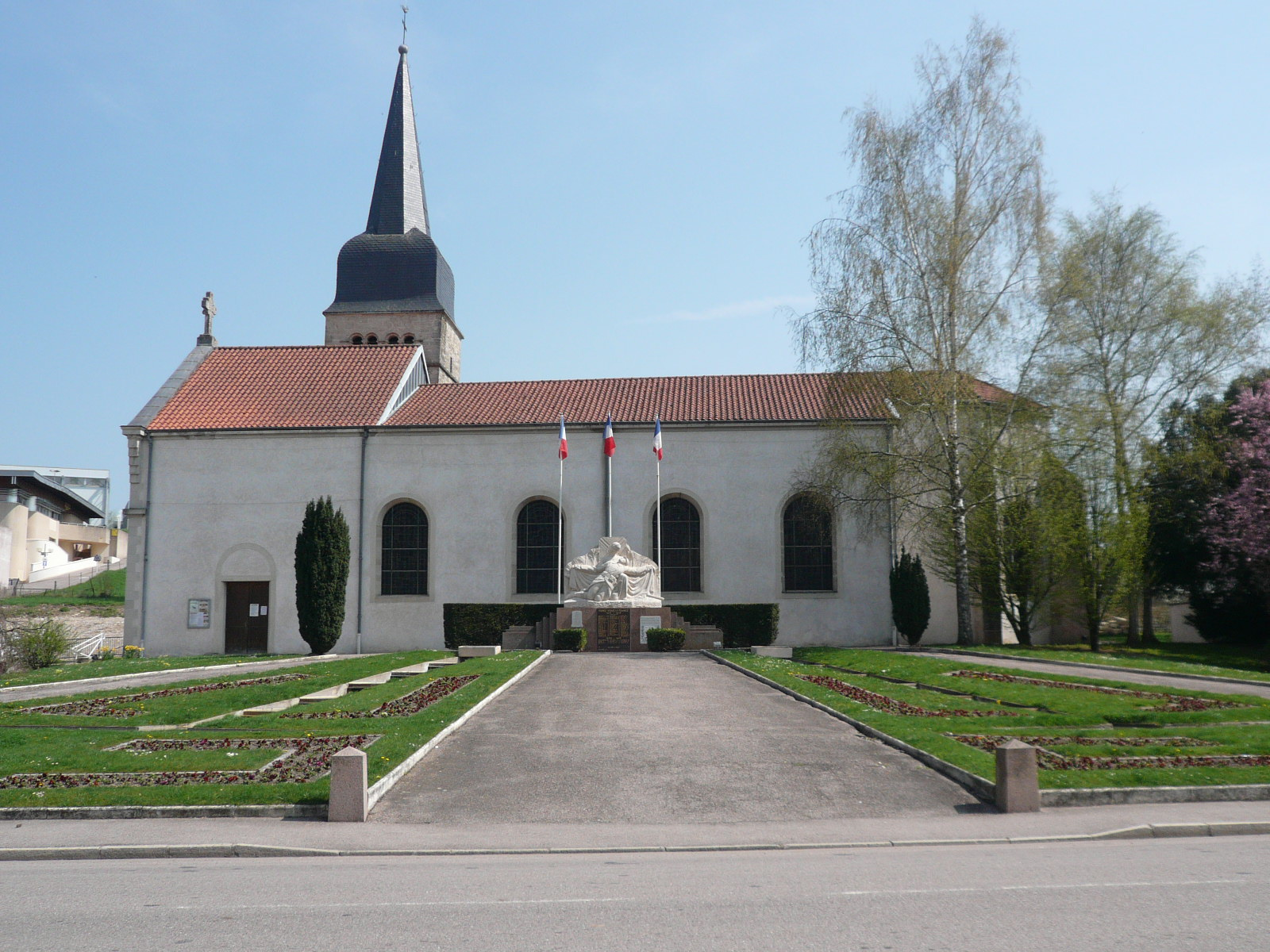
Kirche Saint-Epvre
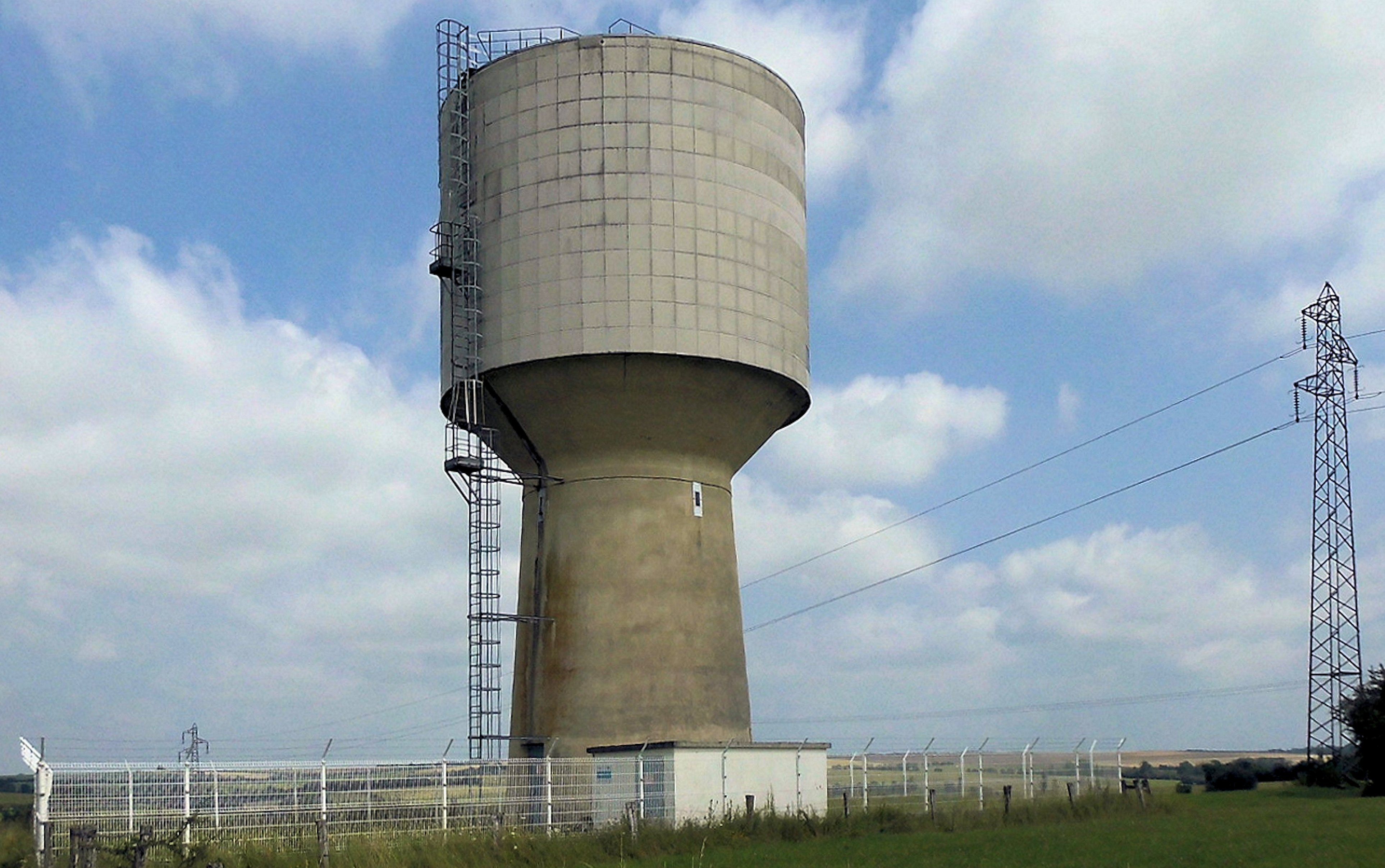
Wasserturm
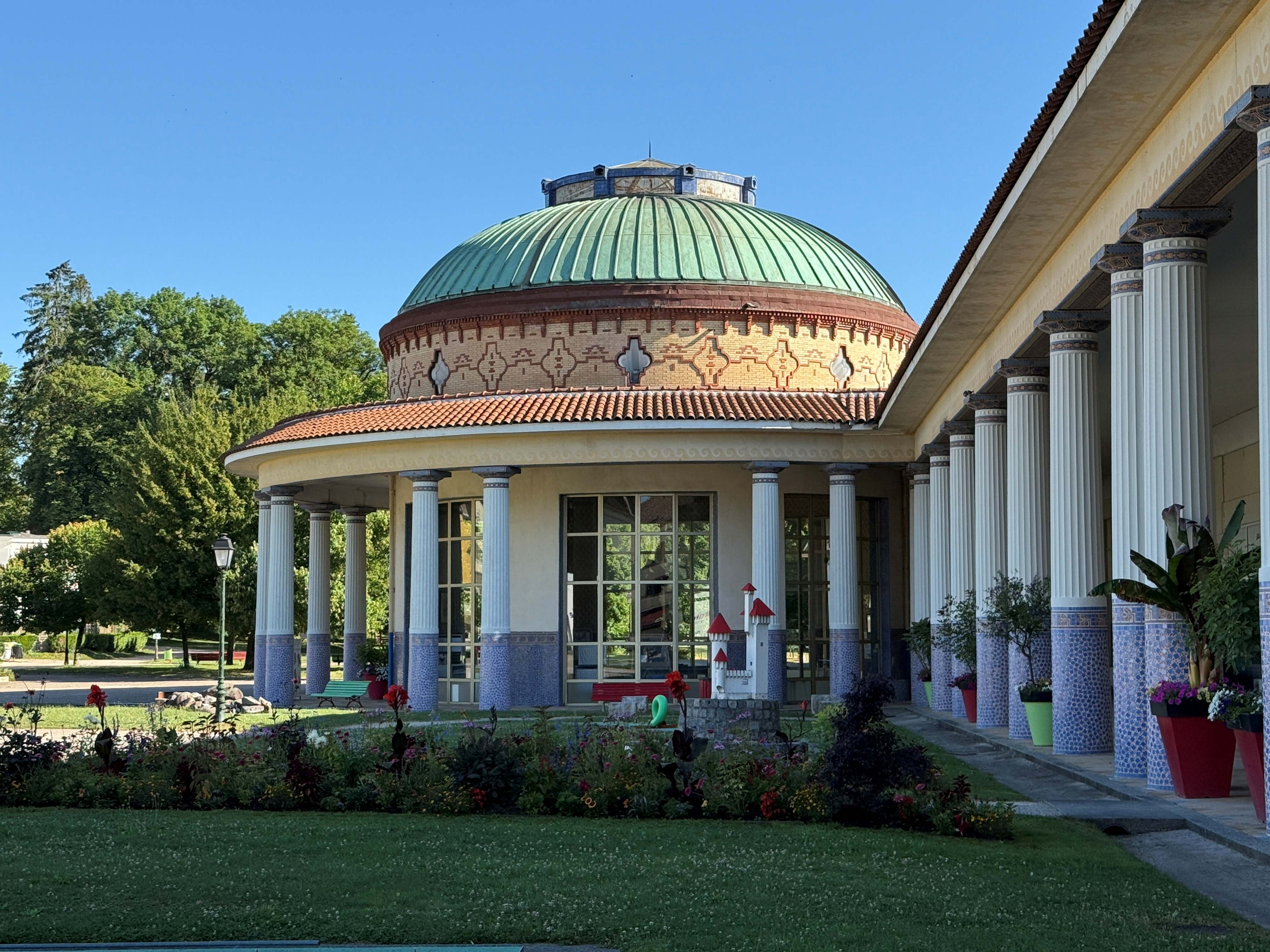
La Rotonde - Charles Mewès

## Verkehrsanbindung
Contrexéville ist über den sieben Kilometer entfernten Anschluss Bulgnéville der Autoroute A31 an das französische Fernstraßennetz angeschlossen. Nach dem östlich gelegenen Épinal sind es etwa 48 km, nach Nancy im Norden 88 km.
Der Bahnhof Contrexéville liegt an der nurmehr im Ersatzverkehr mit Bussen bedienten Bahnstrecke Merrey–Hymont-Mattaincourt.
In Contrexéville beginnt die Grüne Straße (Route Verte), eine grenzüberschreitende Ferienstraße, die über die Vogesen führt, bei Breisach am Rhein den Rhein überschreitet und in der Nordroute in Lindau (Bodensee) endet.

## Städtepartnerschaften
- Bad Rappenau (Deutschland), seit 1982
- Seia (Portugal), seit 1988
- Luso (Portugal), seit 1988
- Mealhada (Portugal), seit 1988
- Llandrindod Wells in Wales (Vereinigtes Königreich), seit 1992

## Persönlichkeiten
- Marie zu Mecklenburg (1854–1920), Großfürstin Maria Pawlowna, lebte hier im Exil und wurde in der von ihr 1909 errichteten orthodoxen Kapelle in Contrexéville beigesetzt.